# أمين أباد (أصفهان)
أمين أباد هي قرية في مقاطعة أصفهان، إيران. عدد سكان هذه القرية هو 437 في سنة 2006.